# کورگون
کورگون (به ترکی استانبولی: Korgun) یک منطقهٔ مسکونی در ترکیه است که در استان چانقری واقع شده‌است.